# Banco Fassil
El Banco Fassil (anteriormente conocido como Fondo Financiero Privado Fassil o Fondo Fassil) fue un banco boliviano con sede central en Santa Cruz de la Sierra. Era uno de los bancos más grandes de Bolivia, y contaba con una densa presencia en Santa Cruz de la Sierra y amplia cobertura a nivel nacional. Fue intervenida por la Autoridad de Supervisión del Sistema Financiero el 26 de abril de 2023, cese de operaciones aún no definitiva.

## Historia

### 1996-2021
Fue fundado originalmente como el Fondo Financiero Privado Fassil el 12 de agosto de 1996, para fomentar a sus usuarios, otorgándoles créditos o para financiar proyectos PyMEs.
En 2006, el Grupo Santander vendió sus acciones en el Banco Santa Cruz al Banco Mercantil, formando así el Banco Mercantil Santa Cruz. A la vez, otros exaccionistas del desaparecido BSC adquirieron la mayoría de las acciones del FFP Fassil, convirtiendo a Fassil en el heredero de la marca Banco Santa Cruz, y empleándola así al fundar Santa Cruz Financial Group, sociedad controladora del FFP Fassil.
Al amparo de la Ley 393, el 21 de julio de 2014, el FFP Fassil se convirtió en una Banco Múltiple, adoptando la denominación de Banco Fassil.
El 19 de julio de 2019, la Cooperativa Multiactiva COBOCE R.L. intentó vender sus acciones en el Banco PyME de la Comunidad a SCFG pero la Autoridad de Supervisión del Sistema Financiero bloqueó la transacción señalando que la norma prohíbe el monopolio y/o oligopolio privado o la búsqueda de los mismos a través de fusiones.
Durante este periodo el Banco Fassil, debido a su enfoque en las PyMEs, mantuvo bajo perfil al no estar muy presente en la banca de consumo a diferencia de sus competidores.

### 2021-2023
Entre 2021 y 2023, el banco adquirió una notoriedad en la opinión pública por su masivo crecimiento, reflejado en la expansión de sus agencias urbanas en la ciudad de Santa Cruz de la Sierra y rurales en otros municipios del departamento de Santa Cruz.
Entre abril de 2021 y su cierre, el banco hizo una gigantesca campaña publicitaria para su cuenta FA-BU-LO-SA la cual regalaba abundantes sumas de dinero de lunes a viernes, sorteando en tres ocasiones premios de 2 millones de bolivianos.
El 19 de mayo de ese año, el banco anunció que financiaría al Grupo Empresarial Lafuente y otras empresas que estén a cargo de la construcción de la Nueva Santa Cruz, un millonario y masivo proyecto urbanístico situado en la frontera municipal entre Santa Cruz de la Sierra y Warnes, lo que provocó que, a petición de los diputados Juanito Angulo (MAS-IPSP), Alberto Astorga (CC) y el senador suplente Erik Morón (Creemos), la ASFI, al mando de su director Reynaldo Yujra, iniciara una investigación al banco por posibles irregularidades. El empresariado cerró filas en defensa del banco y pidió no dudar de la solvencia del sistema financiero.
El presidente ejecutivo del banco, Ricardo Mertens, en nombre de SCFG, demandó a Yujra por filtrar presunta información confidencial sobre la entidad financiera.
El banco registró 380 mil nuevos clientes (que abrieron cajas de ahorro) entre enero de 2021 y el 31 de marzo de 2022, y 740 mil en 2023.
El 2 de febrero la ASFI emitió la Resolución ASFI/109/2023, en la que ordena la regularización del banco luego de que éste hubiera incurrido en malas prácticas de gestión que pusieron en peligro los depósitos del público, la situación de liquidez y solvencia de la entidad prevista en la Ley de Servicios Financieros. El banco tomó nota de ello en una junta de accionistas el 17 de febrero y tramitó un amparo constitucional contra esa decisión, el cual le fue denegado.
Hacia marzo de 2023 comenzaron a circular rumores sobre una posible intervención o quiebra del banco, lo cual provocó que el 14 de ese mes, se registraran filas de gente buscando retirar sus ahorros en varias agencias y cajeros automáticos a nivel nacional, con restricciones de hasta 10.000 bolivianos. El banco y la ASFI llamaron a mantener la calma.
El 17 de abril el banco anunció la suspensión de sus tarjetas de débito, crédito y prepagas para transacciones a nivel nacional e internacional.
En las horas finales del banco, este anunció la tarde del 25 de abril la venta de sus bienes, adjudicados y en desuso, en bolivianos. Esa noche, la Fuerza Especial de Lucha Contra el Crimen de Santa Cruz de la Sierra ejecutó una orden de aprehensión contra tres ejecutivos del banco: Mertens, Hernán Suarez Vaca Diez y Hermes Hugo Saucedo Camacho, quien se entregó a la mañana siguiente. A raíz de eso, se instalaron vigilias en las agencias del banco.

### 2023-presente
La ASFI intervino el Banco Fassil S.A. la mañana del 26 de abril de 2023, siendo el primer cierre de un banco en 24 años. Carlos Alberto Colodro López fue posesionado como interventor.
La ASFI comunicó el 12 de mayo que asignó aproximadamente la mitad de los depósitos y cartera de créditos de Fassil a 8 de los 11 bancos múltiples que hay en el país: Banco Mercantil Santa Cruz, Banco Nacional de Bolivia, Banco BISA, Banco de Crédito BCP, Banco Económico, Banco FIE, Banco Ganadero, Banco Unión y BancoSol.
Posteriormente, la ASFI comunicó el 21 de mayo que un fideicomiso compuesto por la otra mitad (cuentas y carteras de crédito restantes, otros activos y pasivos) quedaba en manos del estatal Banco Unión.
A un mes de asumir como Interventor, Colodro falleció el 27 de mayo. Cayó del piso 15 del Ambassador Business Center, en el barrio cruceño de Equipetrol.
El 3 de febrero de 2025, Ricardo Mertens es evacuado del penal de Palmasola tras sufrir un paro cardiaco. Era el último de los exejecutivos del banco en guardar prisión preventiva. El 9 del mismo mes por la madrugada falleció en la Clínica de las Américas.